# Šilheřovice
Šilheřovice (německy Schillersdorf, polsky Szylerzowice) jsou obec v okrese Opava v Moravskoslezském kraji. Žije v ní přibližně 1 600 obyvatel; katastrální území obce má rozlohu 2166 ha a Šilheřovice jsou tedy největší obcí Hlučínska.
Ve vzdálenosti šest kilometrů jihovýchodně leží město Bohumín, sedm kilometrů jihozápadně město Hlučín, deset kilometrů jihovýchodně město Rychvald a třináct kilometrů jižně statutární město Ostrava. V Šilheřovicích je rozsáhlý anglický park sloužící jako osmnáctijamkové golfové hřiště a původně klasicistní zámek, novobarokně upravený v druhé polovině 19. století, stojící na místě renesanční tvrze zaznamenané již v roce 1609.

## Název
Nejstarší doklady z roku 1377 uvádějí sice Scholasdorf, Scholansdorf či zkomolené Schorkardorf, ale původní jméno vesnice bylo Schil(h)ersdorf  ("Schil(h)erova ves") odvozené od osobního jména Schilher ("šilhavec"). Doklady z roku 1377 vznikly prostřednictvím češtiny mylnou záměnou německého jména za obecné Schüller – "žák" a přikloněním počátku místního jména k latinskému schola – "škola". V místním českém nářečí vznikl tvar Šul(h)eřovice, který koncem 19. a začátkem 20. století (jako domněle spisovný) načas pronikl i do úředních záznamů.

## Historie
Nejstarší doklad osídlení Šilheřovic je nález asi 8000 let staré pazourkové sekyrky.
Až do 13. století, kdy probíhala tzv. velká kolonizace, nejsou známy žádné údaje o tom co se v šilheřovickém katastru dělo. K výše zmíněné kolonizaci přispěly zejména církevní instituce a kolonisty tvořili převážně Němci, kteří přinesli například lepší uspořádání společnosti a budování osad. První písemná zmínka o Šilheřovicích pochází z 18. dubna 1377 a to pod názvem Scholardorf, kdy opavský vévoda Mikuláš II. rozděloval svůj majetek mezi své syny. Kdo konkrétně se však o založení Šilheřovic zasloužil, není známo.
Až do roku 1673 se ve vlastnictví Šilheřovic vystřídalo mnoho různých šlechticů, z nichž někteří nejsou oficiálně jako vlastníci prokázáni. Roku 1673 prodala své panství zahrnující Šilheřovice a další 4 blízké vesnice paní Barbora Perpetua hraběnka z Ursenburku opavským Jezuitům za 30000 zlatých rýnských. Karolinský katastr rozsáhlá daňová reforma z roku 1724 jako první zachycuje jména šilheřovických poddaných. Kolem roku 1709 byl postaven ovčinec Paseky, dnes známý jako dvůr Paseky, ještě donedávna obývaný převážně Romy. Dodnes stojící připomínkou dob panství Jezuitů je kostel Nanebevzetí Panny Marie, postaven roku 1713. Roku 1742 Marie Terezie přišla ve válce s Pruskem o většinu Slezska. Součástí ztraceného území bylo i Hlučínsko včetně Šilheřovic. Hlučínsku se pak začalo říkat lidově „Prajzská“. V dalších letech se Marie Terezie pokoušela několikrát získat ztracené území zpět, ovšem bez úspěchu.
Roku 1787 koupil panství s vesnicemi Šilheřovice, Antošovice, Darkovice, Markvartovice, Koblov a Hať pán Karel Larisch. Na základě soudního narovnání však ještě v téže roce prodal Šilheřovice Johannu Fridrichu z Eichendorffu. Johann Fridrich Eichendorff se do historie Šilheřovic zapsal především výstavbou nové zámecké budovy na místě původní tvrze, ale také odprodejem části pozemků. Johanna Fridricha Eichendorffa a zároveň i Šilheřovice proslavil Johannův synovec Josef z Eichendorffu, slavný německý básník a prozaik, který Šilheřovice několikrát navštívil. Poslední záznam o návštěvě Josefa Eichendorffa pochází z roku 1806, ale je pravděpodobné, že se zde objevoval i později. Johann Fridrich Eichendorff zemřel na mrtvici roku 1815. Před svou smrtí však začal budovat nový dvůr, po své ženě Annin dvůr, dodnes, byť ve špatném stavu, stojící. Vdova Marie Anna z Eichendorffu zemřela roku 1830. Emanuel, hrabě z Hoverdenu a zplnomocněnec dědiců Marie Anny z Eichendorffu, prodal Šilheřovice roku 1835 Františku Hubertu Stückerovi z Weyershofu. Baron Stücker však bydlel na hlučínském zámku. Obyvatelé Šilheřovic se v minulosti několikrát pokoušeli o zrušení robotní povinnosti, což se podařilo roku 1821 šilheřovickým sedlákům právě za Franze Huberta Stückera. Za barona Stückera docházelo k velkému kácení lesů. Stücker dřevo zpeněžil a roku 1844 Šilheřovice prodal Salomonu Mayeru Rothschildovi. Ke zrušení poddanství v Šilheřovicích, tentokrát pro všechny obyvatele došlo roku 1853.
V roce 1852 zdědil Salomonovo panství jeho syn Anselm Salomon Rothschild. Ten se roku 1826 oženil se svou sestřenicí Charlottou, zplodili 2 syny a 3 dcery. Starší syn Ferdinand o podnikání svého rodu nejevil zájem a tak panství zdědil mladší Albert Nathanel Rothschild. Albert se oženil se svou sestřenicí Bettinou z Rothschildů. Baron Albert roku 1911 náhle zemřel a panství zdědil jeho syn Alfons. Ten se oženil s Clarissou Montefioreovou. Rothschildové na šilheřovickém zámku nebydleli, ale každoročně zde pobývali. Za Rothschildů se Šilheřovicím dostalo rozkvětu. Rothschildové byli a dodnes jsou bohatí, což se odrazilo na obci, zámku, parku i lesích. Podle vzpomínek pamětníků z toho, co jim vyprávěli rodiče, byli Rothschildové i vstřícní k lidem (na rozdíl od předchozích vlastníků panství). Za Rothschildů také došlo k přestavbě zámku do dnešní podoby a k vybudování Anselmova ústavu, sloužícího jako zaopatřovací ústav pro lidi, kteří pracovali na šilheřovickém panství. Po sjednocení Německa roku 1871 se Prusko pokusilo slezské obyvatelstvo poněmčit a přivést k evangelické církvi. V následujících letech stoupaly proněmecké aktivity, ale Slezsko zůstalo katolické. V 90. letech se vliv Německa upevnil.
Po skončení pruských válek roku 1871 lidé v pruském Slezsku doufali v mír. Naděje se rozplynula roku 1914. Dne 1. srpna 1914 o půl sedmé ráno přišel do Šilheřovic telegram o všeobecné mobilizaci v Německu. Dne 2. srpna 1914 se po ranní mši u staré školy shromáždili všichni, kterých se výzva týkala. Někteří odjeli již tento den 1. vlakem z Annabergu (dnes Chałupki). Nářek, pláč a zpěv německých vlasteneckých písní byl u odjíždějících vlaků slyšet ještě dalších 16 dní, dokud všichni povolaní neodjeli. Dobrovolníků, kteří na frontu nemuseli, se z Šilheřovic přihlásilo 5 (4 mladší 20 let a 1 ve věku 68 let). Všichni doufali a věřili tomu, že se do 2 nebo 3 měsíců vrátí. Ti, co v Šilheřovicích zůstali nadálku pomáhali. Ženy pomáhaly Červenému kříži (Rotkreuz), žákyně obecné školy pletly ponožky a rukavice pro vojáky, kdyby se snad válka protáhla až do zimy, atd.. Vše se konalo s velkým nadšením. U křížů byly portréty císaře Viléma II. a při veřejných shromážděních se vždy zpívala hymna Deutschland, Deutschland, über alles. Počet mužů ze Šilheřovic povolaných do války není znám, ale odhady mluví asi o stovce. Na bojištích zůstalo ležet 44 obyvatel Šilheřovic. Příbuzní padlých pak měsíčně pobírali od státu 9 marek pro ženu, a taktéž 9 marek pro matku či otce zemřelého. Za každé dítě pak po 6 markách. Pro představu po zvýšení cen potravin v roce 1916 stálo 6 marek kilo másla. Dne 23. června 1917 byly 2 kostelní zvony sundány, rozbity a odvezeny na vojenskou správu do Ratiboře. Šilheřovice byly vojsky ČSR obsazeny 4. února 1920.
Nedobrovolně připojené Hlučínsko se muselo podrobit novým zákonům. Nová státní hranice byla vedena tak, že mimo Československo zůstalo 56 hektarů půdy, patřící původně k Šilheřovicím a obec přišla i o nějaké obyvatele. Na mnoha domech se tehdy vyvěšovaly německé vlajky. Je to smutnější o to více, že soudržnost Hlučínska byla ČSR pošlapávána a záměrně ničena. Pokles počtu obyvatel obce byl také způsoben vystěhovalectvím lidí nesouhlasících s ČSR. Připojením Hlučínska k ČSR bylo panství Alfonse Rothschilda rozděleno státní hranicí. Při volbě do poslanecké sněmovny roku 1925 v Šilheřovicích, stejně jako ve většině hlučínských obcí, zvítězila Německá křesťansko sociální lidová strana, která dostala třikrát více hlasů než strana, která obsadila 2. místo. V Šilheřovicích jasně vyhrály německé strany s téměř dvojnásobnou převahou. 2. parlamentní volby v roce 1929 vyhrála v Šilheřovicích Německá národní strana. Opět zvítězily německé strany. Roku 1934 zakoupilo ministerstvo veřejných prací od Rothschildů Anselmův ústav, aby zde byla umístěna místní obecná škola. Nová škola byla otevřena 24. listopadu 1935. Pozemkovou reformou roku byly Rothschildům zabrány pozemky o rozloze téměř 4000 hektarů. Byly zabrány rozsáhlé velkostatky a rozděleny mezi české členy SPÚ. To způsobilo velkou nezaměstnanost na Hlučínsku. Velká hospodářská krize způsobila Rothschildům velké ztráty. Krize se významně dotkla hlavně chudších občanů Šilheřovic. Snižovaly se platy a šířily se nemoci jako např. TBC.

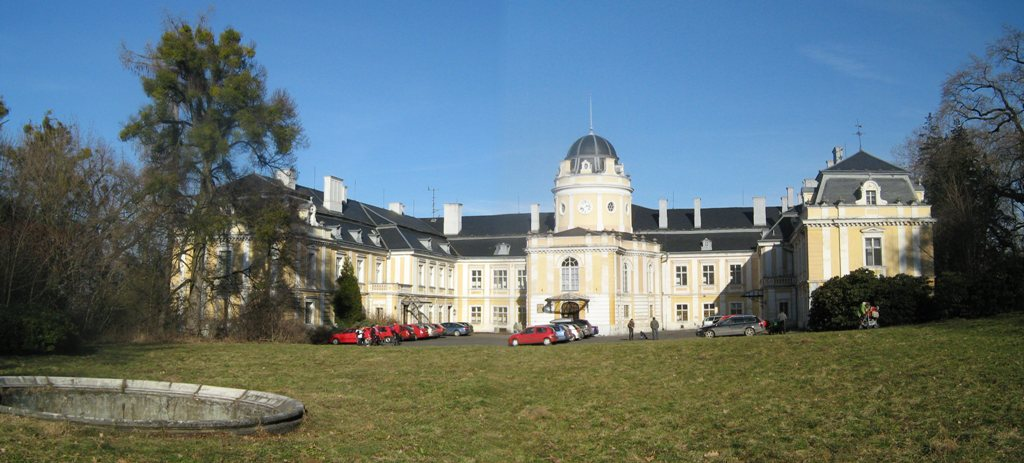
Zámek u golfového hřiště v Šilheřovicích

Když se roku 1933 dostala v Německu k moci NSDAP, vyšly zprávy o tom, že šilheřovický zámek a Lichnovského sídlo v Chuchelné podporují nacismus, s čímž nesouhlasil okresní hejtman v Hlučíně. Připustil, že úředníci velkostatků s jedinou výjimkou jsou Němci a nemají ČSR příliš v lásce, ale že obvinění jsou nepravdivá. Pro to mluví i fakt, že Rothschildové byli židovského původu. I tak bylo Hlučínsko v dalších letech pod neustálou kontrolou. Ve volbách, které se konaly dne 19.5.1935 v Šilheřovicích vyhrála Sudetendeutsche Partei (Sudetoněmecká strana, dříve Sudetoněmecká vlastenecká fronta), ze 799 platných hlasů jich získala 583. Většina hlasujících doufala v návrat časů za Pruska, ale byli zklamáni. Roku 1936 byly na hranici ČSR s Německem budovány pěchotní sruby. V době budování srubů byl vstup do Černého lesa přísně zakázán. Na katastru Šilheřovic bylo postaveno 11 pěchotních srubů. 23. září 1938 se ozvalo hlášení o mobilizaci a druhého dne byly vyvěšovány mobilizační vyhlášky. Jelikož se Šilheřovice, Antošovice, Hať a Darkovice ocitly mezi státní hranicí a opevněním ČSR mnozí obyvatelé prchali přes hranice do Německa. V Annabergu již byli očekáváni zvláštními vlaky, které je odvezly na rekreační oblasti u Baltského a Severního moře. 8. a 9. října 1938 se Šilheřovice, staly součástí nacistického Německa, zprvu jako součást Sudetoněmeckých území. Těsně před odchodem československých vojsk byl zastřelen 14letý chlapec z projíždějícího auta československé armády. Byla to 1. šilheřovická válečná oběť. Na jeho pohřbu byla přítomným německým vojskem vystřelena salva. Dne 8. října 1938 přijali obyvatelé Šilheřovic vojáky Wehrmachtu po 1 či 2 do svých domů. Vojáci Wehrmachtu byli přivítáni s velkými ovacemi ze strany obyvatelstva obce. V Šilheřovicích nikdy nebyla místní organizace NSDAP, ale v okolních obcích byli členy 23 obyvatelé Šilheřovic. Povinná docházka dětí od 14 let do Hitlerjugend, od 10 let pak docházka chlapců do Deutsches Jungvolk a dívek do Bund deutscher Mädel byla ze zákona dána státem. Podle dohody mezi ČSR a Německem obyvatelé obcí, které se staly součástí Německé říše, k 10. říjnu 1938 nabývají německého občanství a ztrácí československé státní občanství, jestliže se narodili před 1. lednem 1910 či pozbyli německé občanství dne 10. ledna 1920, anebo jestliže jsou manželkami, dětmi či vnuky osob, které splňují výše uvedené podmínky. Osoby starší 18 let mohly opustit Sudety do 31. března 1940. Ve volbách konaných dne 4. prosince 1938 se občané Hlučínska mohli rozhodnout, zda zůstanou součástí Německé říše. Proti setrvání v Německé říši hlasovalo 57 obyvatel Hlučínska (asi 0,20%) z toho 2 hlasy pocházely ze Šilheřovic. 1. obyvatelé Šilheřovic obdrželi povolávací rozkaz v prosinci 1939. 1. občané Šilheřovic padli při přepadení Francie. Ze Šilheřovic narukovalo okolo 300 mužů, z nichž 95 padlo či zůstalo nezvěstných. Roku 1945 byly v Černém lese vybudovány protitankové překážky a pěchotní sruby sloužily především jako úkryt pro vojáky. Celá oblast byla podminována, a tudíž byl do celého lesa zakázán vstup. Šilheřovice osvobodila Rudá armáda ráno 1. května 1945 jako jednu z posledních obcí na Hlučínsku. V Šilheřovicích se nikdy přímo neválčilo, přesto byly osmkrát zasaženy shozením fosforových bomb a šestkrát vystaveny přímé dělostřelecké palbě. Všichni byli rádi za konec války, ale nikdo nepřijímal osvobození s příliš velkou radostí, neboť většina šilheřovických mužů bylo stále u Wehrmachtu či v zajateckých táborech a jejich osud byl nejistý.
Velkou změnou byla změna souseda za státní hranicí, kde původní Německo bylo vystřídáno Polskem. Po válce se snižoval počet obyvatel, a to zejména z důvodu dětských úmrtí a odsunu Němců. Pak se počet obyvatel pozvolna zvyšoval s návratem mužů z Wehrmachtu a zajateckých táborů. Hojně se zde vyskytovala tuberkulóza a další dětské nemoci, jako jsou například spála či záškrt. Obyvatelé Prajzské měli po válce velmi ztížený vstup do zaměstnání, neboť jim chybělo potřebné vzdělání a taktéž znalost spisovné češtiny. Šilheřovice, s už tak vysokou nezaměstnaností a s tím spojeným hladem, ještě postihlo znárodňování pozemků. Zámek byl postižen válkou a následným rabováním. Na zámku nezůstalo skoro nic. Budova školy dopadla podobně jako zámek. Dne 13. dubna 1946 nalezli žáci z Šilheřovic při návratu z haťské měšťanské školy pancéřovou pěst. Kvůli neodbornému zacházení se zbraní jedním z žáků byli 4 žáci zraněni. Pozůstalým po padlých v 2. světové válce byla vyplácena finanční výpomoc od Československé republiky a ještě větší odškodnění od Německé spolkové republiky, což vyvolalo nevoli Československé republiky, která tvrdila, že peníze nejsou za padlé živitele rodin, ale za jejich službu u Wehrmachtu. Poničen byl taktéž zdejší kostel Nanebevzetí Panny Marie.
Po roce 1948 docházelo k výstavbě nových domů a ke zvelebování obce. Na podporu zaměstnanosti vzniklo v roce 1949 přes Šilheřovice autobusové spojení. Členové šilheřovické KSČ byli vesměs přistěhovalci. Roku 1949 bylo rozhodnuto, že se zámek stane Domovem řeckých dětí, a tak roku 1950 připadl ministerstvu práce a sociální péče. Řecké děti nebyly pro park a zámek zrovna přínosem. Za jejich pobytu byl totiž zničen skleník u vchodu do parku a kašna s antickým sousoším. Poničen byl i samotný zámek. Roku 1951 začalo v Šilheřovicích promítat kino. V roce 1952 byla ukončena stavba nové školní budovy a zanedlouho sloučena s dosavadní pětitřídní národní školou. 8. ledna 1953 zřídilo 6 zdejších zemědělců JZD Šilheřovice, které bylo později převedeno pod Československý státní statek Hlučín. Od roku 1954 docházelo v obci k postupnému pokládání kanalizace. Roku 1962 vystřídali Řeky na zámku horničtí učni. Roku 1966 byl pak zámek určen pro potřeby Středního odborného učiliště se zaměřením na výuku učebních oborů kuchař-číšník. Od roku 1968 bylo v zámeckém parku budováno golfové hřiště. To se dočkalo otevření roku 1970. Roku 1970 byly v Černém lese zřízeny 2 přírodní rezervace Černý les I a Černý les II. V 70. letech došlo k opravám chodníků, parkové zdi, prostranství u školy a bylo zde vybudováno dětské koupaliště a nová budova nákupního střediska JEDNOTA.
V říjnu 1991 započala stavba čistírny odpadních vod za zámeckým parkem. Stavba byla dokončena v roce 1993. Na jednání zastupitelstva obce v srpnu roku 1995 byl přijat návrh na novou podobu znaku a vlajky obce a v únoru 1996 byl schválen Poslaneckou sněmovnou Parlamentu České republiky. V roce 1995 navštívili Šilheřovice, konkrétně zdejší zámek, premiér České republiky Václav Klaus a premiér Polské republiky Józef Oleksy. Na zámku jednali o česko-polských vztazích a o případném vstupu obou zemí do Severoatlantické aliance (NATO) a do Evropské unie. Od roku 1998 jsou Šilheřovice členem Sdružení obcí Hlučínska, které dnes má 27 členů. Od roku 2002 již zámek neslouží jako učiliště a nyní je v soukromém vlastnictví.

## Obyvatelstvo
| Rok            | 1869  | 1880  | 1890  | 1900  | 1910  | 1921  | 1930  | 1950  | 1961  | 1970  | 1980  | 1991  | 2001  | 2011  | 2021  |
| -------------- | ----- | ----- | ----- | ----- | ----- | ----- | ----- | ----- | ----- | ----- | ----- | ----- | ----- | ----- | ----- |
| Počet obyvatel | 1 311 | 1 398 | 1 381 | 1 472 | 1 483 | 1 597 | 1 564 | 1 547 | 1 771 | 1 558 | 1 567 | 1 554 | 1 520 | 1 601 | 1 572 |
| Počet domů     | 157   | 167   | 172   | 141   | 159   | 176   | 197   | 204   | 245   | 285   | 317   | 353   | 372   | 400   | 430   |

## Obecní správa

### Obecní symboly
Znak a vlajka byly obci uděleny rozhodnutím předsedy Poslanecké sněmovny Parlamentu České republiky dne 13. února 1996.

## Doprava
Na území obce zasahuje krátký úsek dálnice D1 a krátký úsek silnice II/469 v úseku Hlučín – Hať. Silnice III. třídy na území obce jsou:
- III/01136 Antošovice – III/4696
- III/4696 z Markvartovic přes obec do Polska

## Pamětihodnosti
- Zámek Šilheřovice
- Kostel Nanebevzetí Panny Marie
- Pěchotní srub MO-S 18 Obora, součást areálu čs. opevnění Hlučín-Darkovičky
- Dvojice přírodních rezervací Černý les u Šilheřovic I. a Černý les u Šilheřovic II. chránících bukový prales